# Barley wine
Barley wine ou vin d'orge est une variété de bière de type strong ale dont le taux d'alcool varie en général de 6 à 16 %.

## Histoire

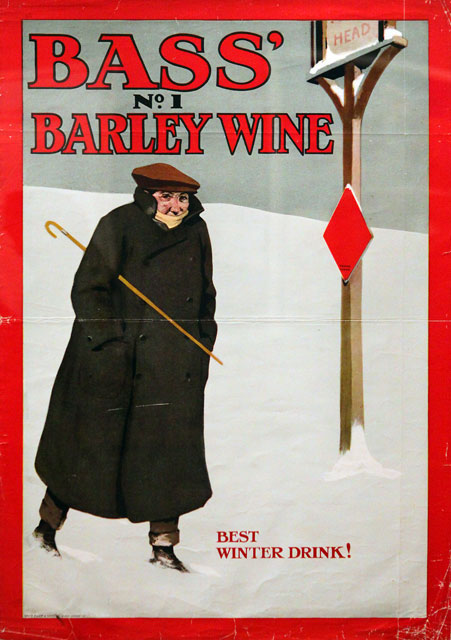
Publicité pour Bass no 1 Barley Wine

Dans la Grèce antique, on appelait un type de boisson à base de grain fermenté κρίθινος οἶνος (krithinos oinos), « l'orge de vin », auquel font allusion, entre autres, les historiens grecs Xénophon dans Anabase et Polybe dans son ouvrage Histoires. Polybe rapporte que les phéaciens gardaient le vin d'orge dans des cratères d'or ou d'argent. Ces vins d'orge sont différents des barley wine modernes puisque leur allusion est antérieure de plusieurs siècles à l'utilisation de houblon (élément clef de la conception des barley wine modernes).
La première bière à être commercialisée en tant que barley wine fut la Bass no 1 Ale, autour de 1870.
La Anchor Brewing Company a introduit ce type de bière aux États-Unis en 1976 avec la Old Foghorn Barleywine Style Ale. La Old Foghorn fut distribuée sous l'orthographe barleywine (en un mot), par crainte que l'apparition du mot vin sur une étiquette de bière ne déplaise aux régulateurs[réf. nécessaire].

## Caractéristiques
Un vin d'orge atteint généralement un taux d'alcool de 8 à 12 % en volume avec une densité primitive de moût maximum de 1,120. L'utilisation du mot « vin » est due au fait que sa teneur en alcool en est semblable ; mais puisqu'il est fait de grains plutôt que de fruits, c'est une bière.
Il y a deux principaux styles de vin d'orge : le style américain qui a tendance à être plus houblonné et amer, avec des couleurs allant du jaune au brun clair, et le style anglais qui tend à être moins amer et peut n'avoir que quelques notes de houblon, plus varié dans les couleurs, allant de l'or rouge au noir opaque. Jusqu'à l'introduction de vin d'orge ambré sous le nom de Gold Label par la Sheffield brasserie de Tennant en 1951 (plus tard, brassé par Whitbread), les barley wine britanniques étaient toujours de couleur sombre.

### Arômes
Les notes principales de fruits sont modérées ou fortes, le houblon varie de doux à fort et les effluves d'alcool sont faibles ou modérés.
En notes secondaires on peut noter un léger goût de caramel ou moins souvent de biscuit, de pain grillé ou de fruits secs, voire de mélasse ou de toffee pour les plus forts. De plus on note des arômes rappelant le sherry ou le porto pour les vins d'orge âgés.

### Saveurs
Un goût long en bouche très complexe et riche, fort en malt donc sucré et généralement équilibré par l'amertume du houblon. Une bière en somme profonde et corsée, souvent à la texture légèrement crémeuse et douce, voire liquoreuse ou moelleuse.

### Vin de blé
Une variation du barley wine consiste en l'ajout d'une grande quantité de blé à la purée finale, résultant en ce qu'on appelle du vin de blé. Ce style est né aux États-Unis dans les années 1980.

## Culture Populaire
Michael Jackson fait référence au barley wine de Smithwick's ainsi : « C'est très particulier, avec un houblonnage terreux, un effet vineux, et beaucoup de saveurs fruitées et caramélisées. » Il a également noté que sa densité primitive de moût est de 1,062.
Martyn Cornell a déclaré qu'« il n'existe pas historiquement de différences significatives entre un vin d'orge et une old Ale. » Plus tard, il clarifiera : « je ne crois pas qu'il existe en fait un quelconque style tel que le « vin d'orge. »
Les vins d'orge sont parfois étiquetés avec leur date de production puisqu'ils sont censés vieillir, parfois longuement.

## Taxes et obstacles juridiques
De nombreux pays ont des régimes d'imposition différents selon le degré d'alcool des boissons. Puisque le vin d'orge a une forte teneur en alcool, il est, sous certaines juridictions, taxé à un taux plus élevé que les autres bières. Ainsi, les vins d'orge ont tendance à souffrir davantage d'une majoration des prix que d'autres bières. De même, de nombreux pays ont des réglementations différentes quant à l'endroit où la bière ou le vin peuvent être vendus, menant à la confusion quant à la catégorie dans laquelle le vin d'orge tombe et en limite l'accès par conséquent[réf. nécessaire].